# Schweriner Marstall

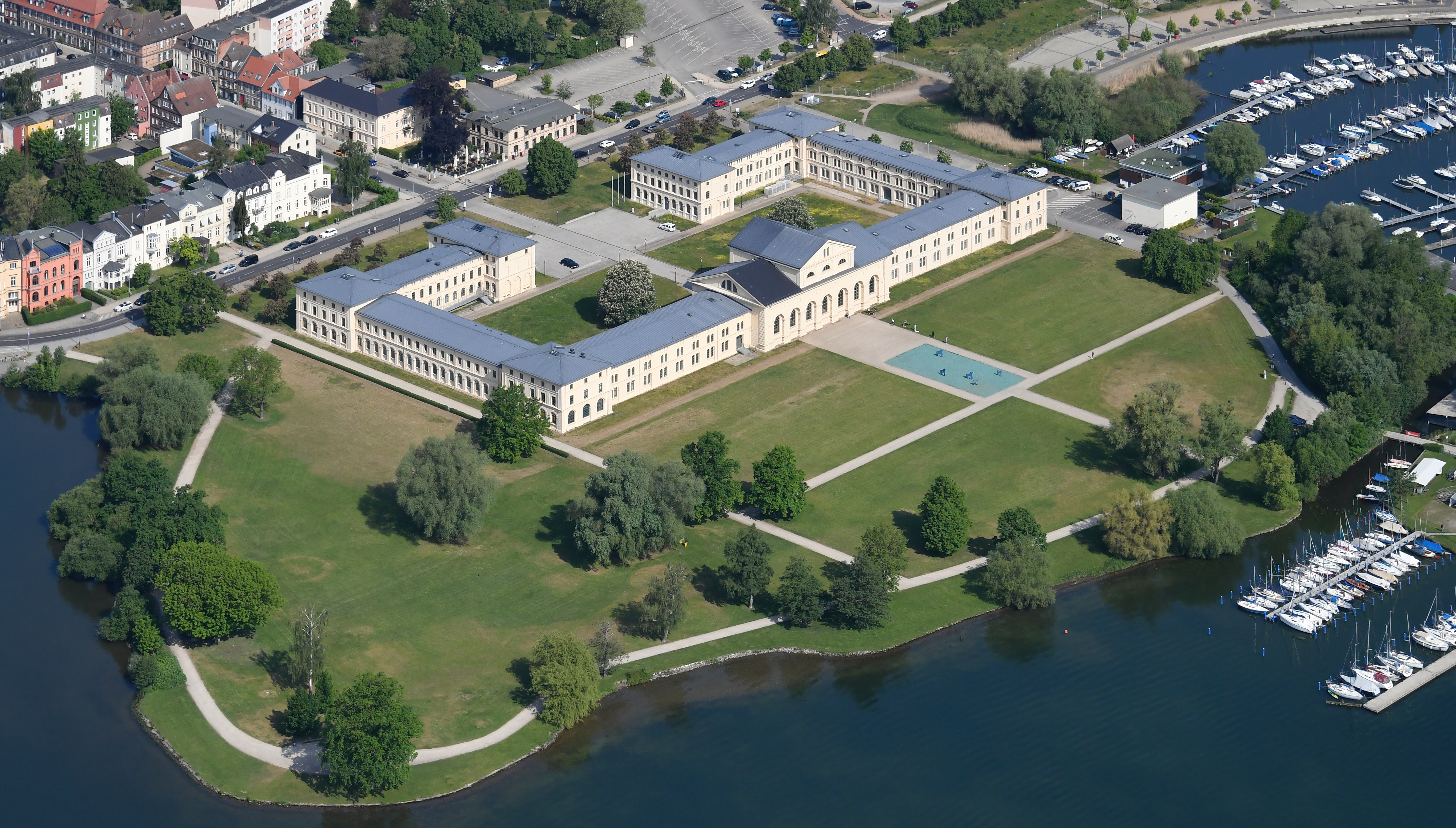
Der Schweriner Marstall von Südosten aus der Luft gesehen

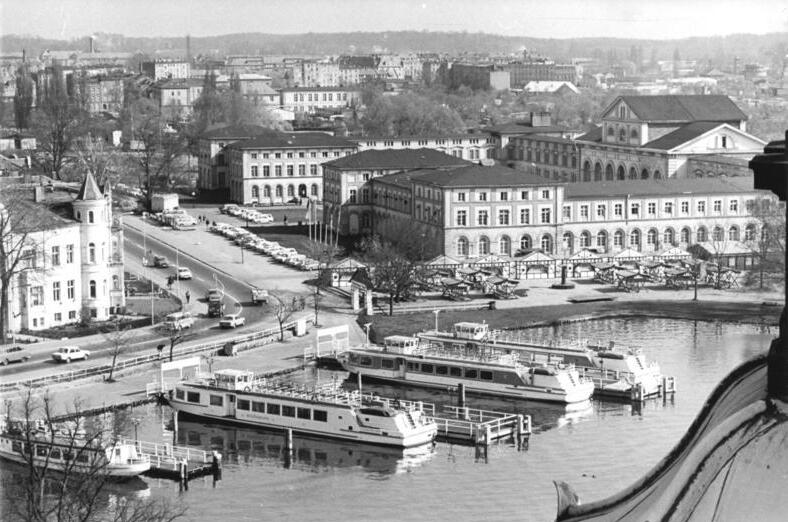
Marstall in Schwerin (1982)

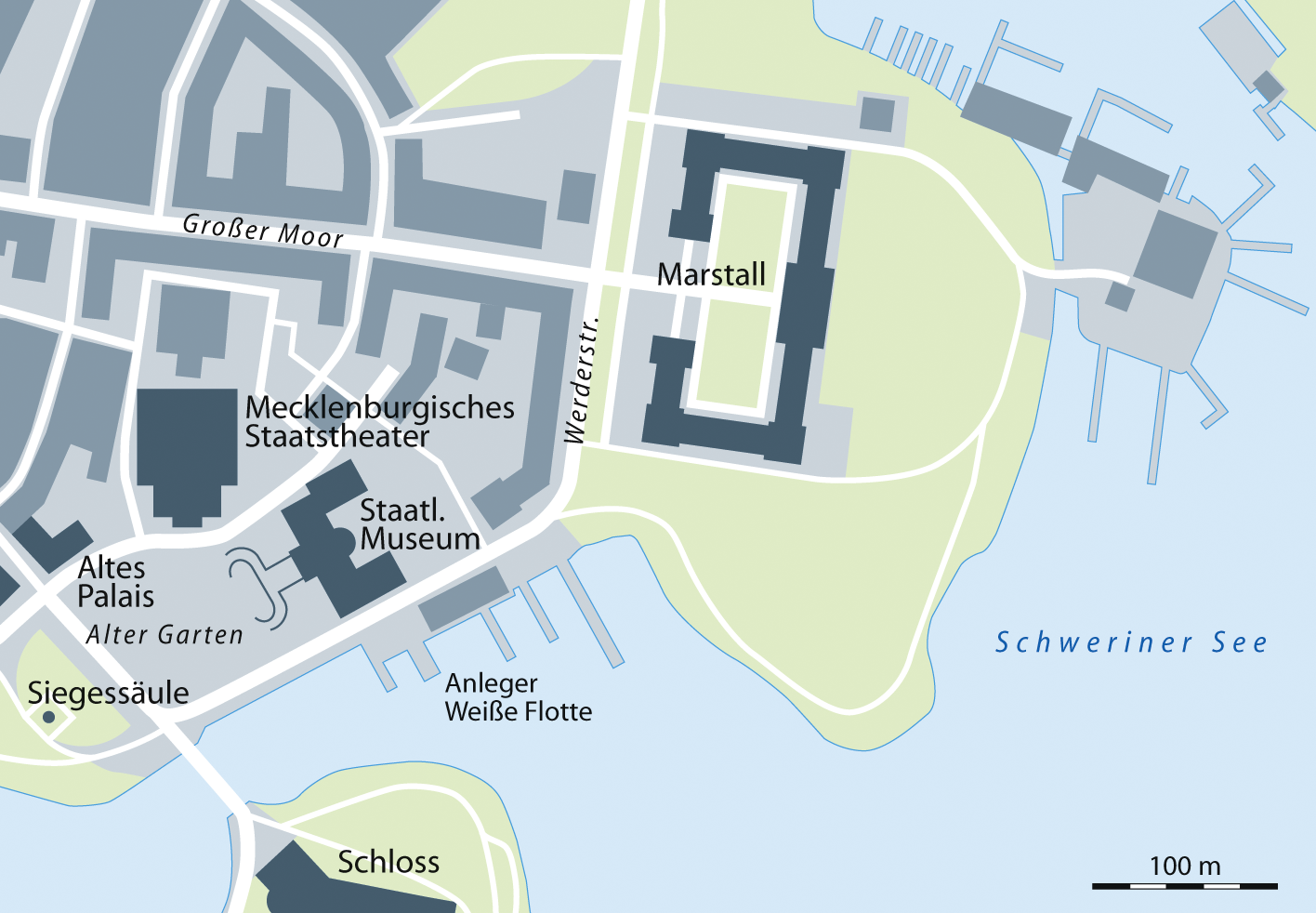
Lageplan

Der Marstall der mecklenburg-vorpommerschen Landeshauptstadt Schwerin befindet sich auf einer kleinen Landzunge, den ehemaligen Wadewiesen, heute Marstallhalbinsel, am Westufer des Schweriner Innensees an der Werderstraße. Das Areal wurde 2009 in das Gelände der Bundesgartenschau 2009 integriert. Im Marstall sind seit 1990 das Ministerium für Bildung, Wissenschaft und Kultur, ab 1997 vorübergehend Teile des Technischen Landesmuseums und seit 2009 das Ministerium für Arbeit, Gleichstellung und Soziales untergebracht.

## Bauwerk

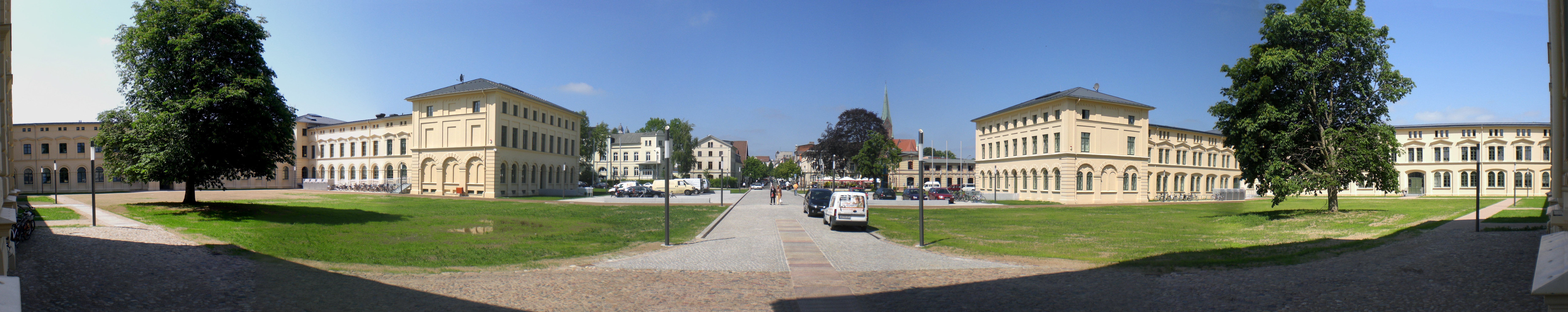
Innenhof des Marstalls mit Öffnung zum Großen Moor, 180°-Panorama

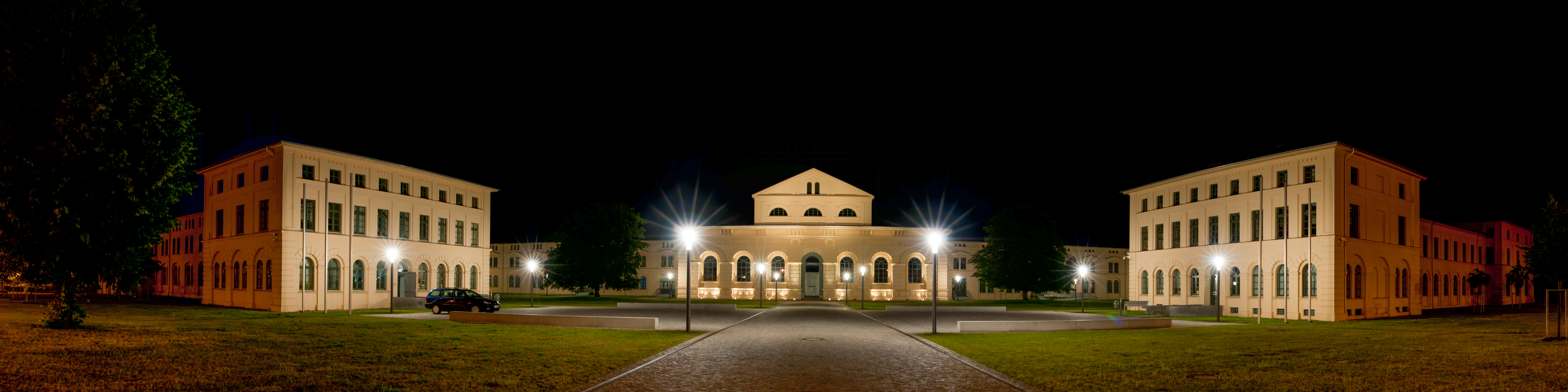
Panoramaansicht bei Nacht

Das Bauwerk wurde der Zeit entsprechend in klassizistischem Stil erbaut. Seitlich des Zentralbauwerkes (Reithalle) erstrecken sich zwei lange Gebäudeflügel, die jeweils zweimal im rechten Winkel abknicken und so einen fast geschlossenen Hof bilden. Der Gebäudekomplex umfasst die Reithalle (heute Eingangshalle des Museums), den Pferdestall sowie ein Flügel für die Unterbringung von Wagen und Reitgeschirr. Der andere Gebäudeflügel beherbergte die Unterkünfte der Bediensteten des Marstalls.
Die drei Flügel sind zweigeschossig und mit Pfettendächern ausgestattet. Die Außenwände aller Gebäudeteile wurden massiv, Innenwände in Fachwerk errichtet. Die ursprünglichen Stallungen wurden über Gewölben erbaut. In der 167 Meter langen ostseitigen Seefront befindet sich der Zentralbau der Anlage, die siebenachsige, ehemalige Reithalle, die sich über zwei Geschosse erstreckte und rundbogige Öffnungen besitzt. Der aufgesetzte Mittelteil besitzt ein Pfettendach, das im rechten Winkel zum Dach des Hauptflügels steht. Sein Giebel ist mit Lünettenfenstern ausgestattet. Die Eckgebäude sind dreigeschossig und mit flachen Zeltdächern ausgeführt. Die die Öffnung zur Stadt flankierenden Kopfbauten sind ebenfalls dreigeschossig und besitzen drei zu neun Achsen.
An der Außenseite des Gebäudes sind Öffnungen im Erdgeschoss in rundbogigen und arkadenförmigen Vertiefungen angeordnet. Die inneren Erdgeschossöffnungen im Nordflügel sind jeweils paarweise zusammengefasst von geschlossenen Nischen umrahmt. Darüber befindliche Fenster sind paarweise seitlich von Pilastern gesäumt und durch Hervorhebungen im Putz dreieckig bekrönt. An den Eck- und Kopfbauten werden die Gebäudekanten durch Putzquaderungen betont.
Städtebaulich hat der Marstall in unmittelbarer Nachbarschaft zum Schloss und den ebenfalls klassizistischen Regierungsgebäuden eine besondere Stellung inne. Bedingt durch seine großzügige Planung umgeben von viel freier Landschaftsfläche kann er als Brücke zwischen Stadt und Umland verstanden werden. Er bildete einst den Abschluss des Großen Moors und hatte auch die Postanschrift Großer Moor 55 (heute: Werderstraße 124).

## Geschichte

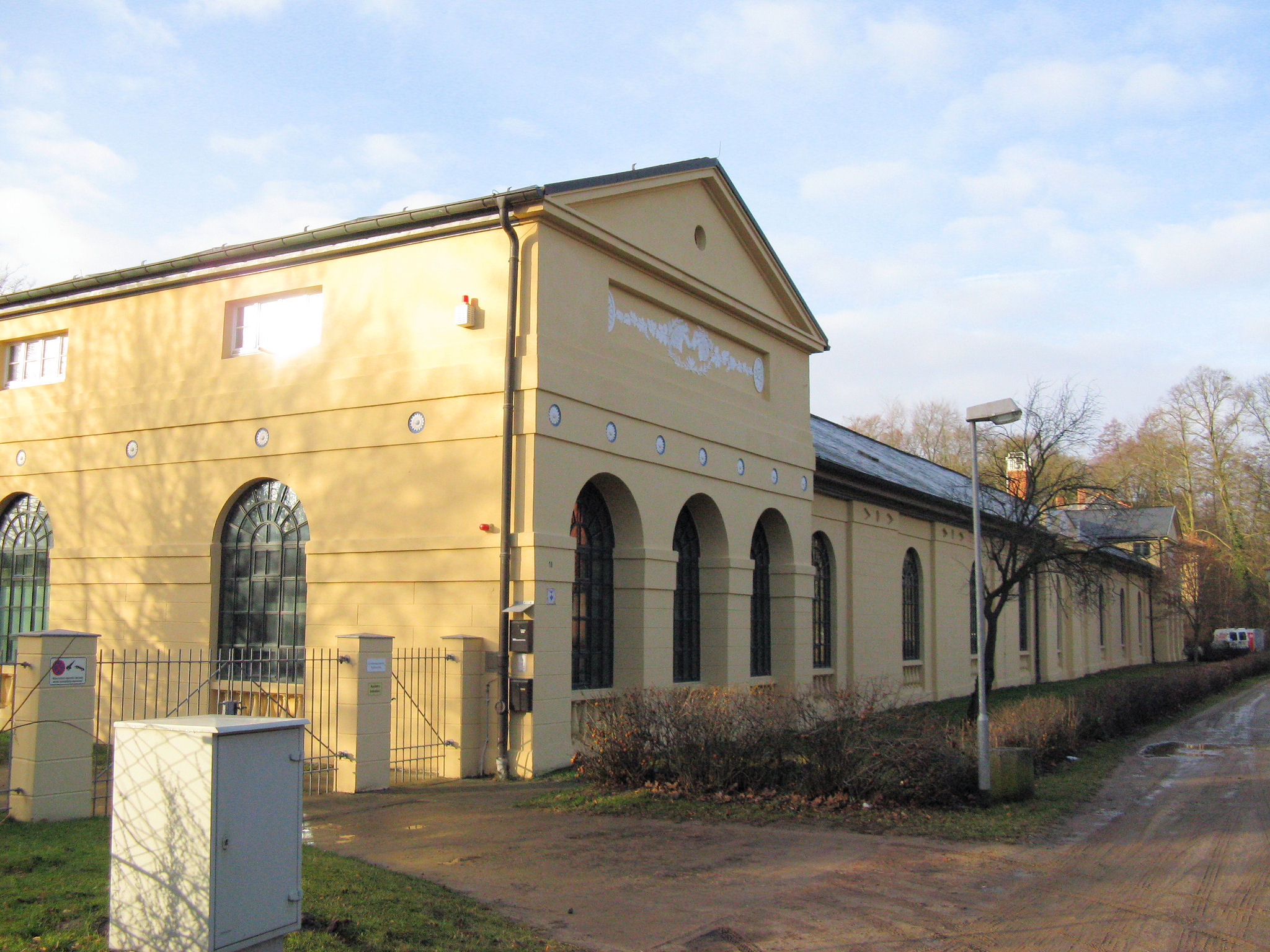
Stilistisches Vorbild: Der Marstall in Ludwigslust

Nachdem die herzogliche Residenz nach mehr als 70 Jahren 1837 von Ludwigslust nach Schwerin zurückverlegt wurde, war der Bau größerer Regierungsgebäude notwendig. So wurden auch die alten Stallungen am Alten Garten als zu klein angesehen. Der Marstall wurde nach Plänen von Georg Adolf Demmler in den Jahren 1838–1842 auf den ehemaligen Wadewiesen erbaut. Der Name der Wiesen leitet sich aus der Nutzung, der Trocknung von Fischernetzen (Waden), ab. Auch befand sich dort zuvor der Holzhof des Schlosses. Der Bau orientierte sich an dem Ludwigsluster Marstall von Johann Georg Barca. Die Bauleitung für den Schweriner Marstall übernahm Baukondukteur Carl Behnke.
Auf dem als Exerzierplatz genutzten Innenhof haben unter anderem Reit- und Fahrübungen stattgefunden. Mit dem Bau des Marstalls wurde 1840 auch die Planung für die gärtnerische Gestaltung der Halbinsel in Angriff genommen. Originalpläne sind nicht mehr vorhanden, aber auf einem Grundriss von 1848 ist ein fünf Meter breiter, fester Weg als gerade Verlängerung der innerstädtischen Straße Großer Moor in den Innenhof hinein eingetragen. Dieser Weg wurde nach 1990 im Rahmen der Renovierungsarbeiten wieder hergestellt.
Nach 1918 erfuhr der Marstall unterschiedliche Nutzungen, unter anderem war die Reithalle mehrfach Ersatzspielstätte während Instandhaltungsarbeiten am Theatergebäude und Sportstätte. 
Ein 1968 durch die Stadt ausgeschriebener Ideenwettbewerb zur städtebaulichen Neukonzeption, deren überarbeitete Ergebnisse 1970 beim Politbüro des Zentralkomitee der SED eingereicht wurden, stellte 15 historische Gebäude der Innenstadt, unter ihnen den Marstall, als erhaltenswert heraus. Der Große Moor sollte – unter anderem mit Hochhäusern gesäumt – Bestandteil einer breiten Fußgängerachse vom Marstall bis zum Sportforum Lambrechtsgrund in der Weststadt werden. Zugunsten des zu der Zeit forcierten Wohnungsbaus wurden diese Planungen, wie republikweit viele Konzepte für innerstädtische Gesellschaftsbauten, auf Parteitagsbeschluss verworfen. Ein neueres Altstadtgestaltungskonzept des Jahres 1974 sah vor, das Marstallgelände in ein Freizeitzentrum mit Interhotel am Nordende umzuwandeln. Mit Ausnahme des umfangreichen Abrisses von Altbausubstanz am Großen Moor wurden auch diese Planungen nicht umgesetzt.
Seit 1990 ist das Gebäude Sitz des Ministeriums für Bildung, Wissenschaft und Kultur Mecklenburg-Vorpommerns. Der Marstall wurde in den Jahren 2003 bis 2007 umfassend saniert.
Seit 2009 befindet sich dort ebenfalls der Sitz des Ministeriums für Arbeit, Gleichstellung und Soziales Mecklenburg-Vorpommerns.
Das Bauwerk ist seit 2024 als Teil des Residenzensembles Schwerin UNESCO-Welterbe.